# Rúnar Rúnarsson
Rúnar Rúnarsson (Reykjavík, 20 gennaio 1977) è un regista, sceneggiatore e produttore cinematografico islandese.
Il suo corto Síðasti bærinn ricevette una nomination all'Oscar al miglior cortometraggio nel 2006 mentre i suoi due film Eldfjall e Passeri sono stati scelti per rappresentare l'Islanda agli Oscar. Passeri inoltre ha vinto la Concha de Oro al Festival internazionale del cinema di San Sebastián.

## Filmografia

### Regista e sceneggiatore
- Leitin að Rajeev  (documentario)
- L'ultima fattoria (Síðasti bærinn) (2004) (cortometraggio)
- Due uccelli (Smáfuglar) (2008) (cortometraggio)
- Anna (2009) (cortometraggio)
- Volcano (Eldfjall) (2011)
- Passeri (Þrestir) (2015)
- Echo (Bergmál) (2019)
- Ljósbrot (2024)
- O (2024)